# تحليل الإخفاق الميكانيكي

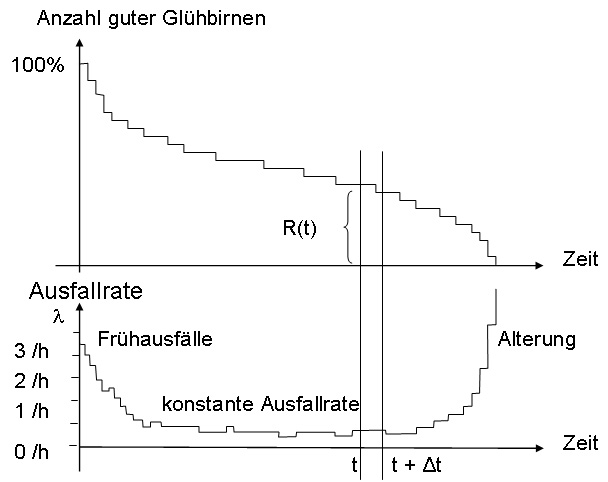
رسم بياني يظهر معدل إخفاق مصباح متوهج بالنسبة للزمن،

إن تحليل الإخفاق هي عملية جمع وتحليل البيانات اللازمة من أجل تحديد أسباب إخفاق القطعة أو المنشأة الهندسية. إن العمل على الوقاية من الإخفاق هو مجال هام في دراسة المواد المستخدمة في التصميم الهندسي. حالياً يوجد العديد من الطرق المعروفة من أجل تحليل الإخفاق للمواد الهندسية، ويفيد تحليل الإخفاق بشكل خاص في تفادي حدوث الكوارث. يقدم ميكانيك الانكسار طريقة فعالة جداً من أجل تحليل الإخفاقات وأيضاً من أجل تعديل التصاميم الهندسية من أجل تفادي الإخفاقات الممكنة الحدوث. بشكل مشابه فإن الاختبارات اللا إتلافية تعمل كأحد التقنيات من أجل تحليل الإخفاقات بالإضافة لكونها طريقة من أجل التنبؤ ومنع حدوث الانهيار.
يحتل تحليل الإخفاق مكانة هامة في عملية التصميم الهندسي. حيث يتزايد الطلب أخلاقياً وقانونياً على فهم طبيعة الإخفاقات والعمل على تفادي الكوارث الهندسية في علم المواد والتصميم الهندسي.

## أنواع الإخفاقات
هناك العديد من أنواع الإخفاقات من الممكن تعريفها، بشكل رئيسي تتوزع على ثلاثة أنماط رئيسية:
- إخفاق مطيلي: يلاحظ هذا النوع من الإخفاقات في العديد من المواد التي تخضع لتحميل زائد يدفع في المادة إلى ما وراء حد المتانة وبالتالي فإنها تنهار أو تنكسر.
- إخفاق قصف: هو نوع الإخفاق الذي يحدث فيه الإخفاق على شكل تشقق سريع بدون حدوث التشوه اللدن فيها.
- إخفاق الكلال: يكون نتيجة لإجهادات متكررة يكون كل من هذه الإجهادات تحت مستوى إجهاد الخضوع للمادة. حيث إن إخفاق التعب ينمو بشكل بطيء على شكل تشقق في المادة بحيث يشكل سطح الانكسار.
- إخفاق كلال تآكلي: يحدث نتيجة التأثيرات المتداخلة لدورات الإجهاد والتآكل. وبشكل عام فإن عمر المادة عند قيمة إجهاد معين تنقص تحت تأثير بيئة تآكل كيميائي.
- إخفاق إجهاد تآكلي: يكون أيضاً بسبب اجتماع الإخفاق الميكانيكي والكيميائي ولكن تكون الإجهادات ذات طبيعة غير دورية تحت قيمة إجهاد الخضوع تسبب بداية ظهور التشققات في المادة في بيئة كيميائية متوسطة الشدة.
- إخفاق مائي: يكون على طيف واسع من الضرر السطحي للمادة بسبب جريان الماء، ويكون الإخفاق على شكل تشوه أو اقتلاع أجزاء للسطح ويكون تأثيره كبيراً خاصة في التطبيقات التي تعتمد على سلاسة الجريان السطحي.
- إخفاق تآكل سائلي: هو نوع خاص من الضرر السطحي للأسطح الجريانية عندما يكون السائل ليس ماء ويحدث فيه أيضاً اقتلاع لأجزاء من السطح وتنتج فيه أجزاء سطوح على شكل بيوت النحل.
- تقصف هيدروجيني: يعتبر من أخطر أنواع الإخفاقات الميكانيكية في الفولاذ العالي المتانة. حيث تنحل بعض جزئيات من المليون من الهيدروجين في الفولاذ مسببة تشققات شعرية وبالتالي فقدان المطيلية للمادة. يأتي الهيدروجين أثناء خدمة القطعة في بيئات عمل خاصة غنية بهذا الغاز.
- إخفاق بالزحف: من الممكن أن يحدث عند تقريباً حوالي نصف درجة حرارة انصهار السبيكة. يعرف الزحف على أنه التشوه اللدن الذي يحدث في المادة التي تخضع لحمل ثابت لفترة زمنية طويلة. تحدث هذه الظاهرة عند درجة حرارة الغرفة في الكثير من المواد اللدنة ذات درجة حرارة الانصهار المنخفضة (مثل الرصاص) ومن الممكن أن تحدث عند درجة حرارة 1000 مئوية في المواد السيراميكية والمواد ذات درجة الانصهار العالية.
- إخفاق معقد: وفي هذا النوع يكون سبب الإخفاق تعاقب نوعان أو أكثر من مسببات الإخفاق. على سبيل المثال يحدث تشقق ابتدائي بسبب التآكل الإجهادي ثم يزداد التشقق سوءاً بسبب عمل القطعة في بيئة ذات طبيعة كيميائية.

## طرق تحليل الإخفاق
تم تطوير العديد من الطرق من أجل تحليل الإخفاق للمواد الهندسية. وعلى الرغم أنه تختلف الطريقة باختلاف طبيعة الإخفاق فإن الخطوات الأساسية لتحليل هي:
- تجميع معلومات عن القطع وعينات
- اختبار أولي للقطعة المنهارة
- اختبار لاإتلافي
- اختبار ميكانيكي
- تنظيف سطوح الانهيار
- فحص ماكروسكوبي (1 إلى 100 ضعف) للسطوح المنهارة
- فحص ميكروسكوبي (أكبر من 100 ضعف) للسطوح المنهارة
- تطبيق ميكانيك الانكسار
- تحليل الأسباب، وضع الاستنتاجات وكتابة التقرير

## طرق اختبار لا إتلافية
- اختبار بالأمواج الكهرومغناطيسية باستخدام أمواج الأشعة السينية
- اختبار بالأمواج الفوق صوتية باستخدام أمواج ذات أطوال بين 20 إلى 20000 هرتز.

## اقرأ أيضاً
- تحليل نمط وآثار الإخفاق